# Valeriana sedifolia
Valeriana sedifolia là một loài thực vật có hoa trong họ Kim ngân. Loài này được d'Urv. miêu tả khoa học đầu tiên năm 1825.